# Mike Siklenka
Michael „Mike“ Siklenka (* 18. Dezember 1979 in Meadow Lake, Saskatchewan) ist ein kanadischer Eishockeyspieler, der bis 2016 beim EC KAC in der Erste Bank Eishockey Liga unter Vertrag stand.

## Karriere

### Nordamerika
Mike Siklenka begann seine Karriere als Eishockeyspieler bei den Seattle Thunderbirds, für die er von 1997 bis 1999 in der Western Hockey League (WHL) aktiv war. In diesem Zeitraum wurde er im NHL Entry Draft 1998 in der fünften Runde als insgesamt 118. Spieler von den Washington Capitals ausgewählt, für die er allerdings nie spielte. Stattdessen lief der Verteidiger bis 2002 insgesamt drei Jahre lang für Washingtons Farmteams, die Portland Pirates aus der American Hockey League (AHL), sowie die Hampton Roads Admirals und Richmond Renegades aus der East Coast Hockey League (ECHL) auf. Am 27. Januar 2002 unterschrieb er einen Vertrag als Free Agent bei den Philadelphia Flyers, für die er in der Saison 2002/03 in einem Spiel in der National Hockey League (NHL) auf dem Eis stand. Die gesamte restliche Spielzeit verbrachte er allerdings bei deren AHL-Farmteam Philadelphia Phantoms.
Zur Saison 2003/04 wechselte Siklenka zu den New York Rangers, für die er sein zweites und bislang letztes Spiel in der NHL bestritt. Nach knapp einem Monat wurde er im November 2003 jedoch erneut von seinem Ex-Club Philadelphia Flyers verpflichtet, spielte bis Saisonende allerdings ausschließlich in der AHL für die Philadelphia Phantoms und Utah Grizzlies, sowie in der ECHL für die Trenton Titans. In der Saison 2010/11 lief er noch für die Chicago Wolves, das Farmteam der Atlanta Thrashers, auf.
In den nordamerikanischen Ligen kam er auf über 400 Einsätze mit 73 Toren und 83 Assists sowie 731 Strafminuten.

### Europa
Im Sommer 2004 wechselte der Rechtsschütze zum EC KAC in die Österreichische Eishockey-Liga, mit dem er in der Saison 2004/05 in den Playoff-Finalspielen knapp mit 3:4 Siegen an den Vienna Capitals scheiterte. Die Saison 2006/07 verbrachte der Kanadier bei Leksands IF in der HockeyAllsvenskan, der zweiten schwedischen Spielklasse. Auch nach diesem Jahr blieb er in Nordeuropa, wo er ebenfalls eine Spielzeit lang bei Lukko Rauma aus der finnischen SM-liiga unter Vertrag stand. Im Sommer 2008 kehrte der ehemalige NHL-Spieler nach Österreich zurück, wo er mit dem amtierenden Meister EC Red Bull Salzburg im Meisterschafts-Finale seinem Ex-Club EC KAC unterlag.
Siklenka wurde im Januar 2011 vom EC KAC aus der österreichischen Eishockey-Liga verpflichtet. In Klagenfurt wurde Siklenka aufgrund seiner Scorerqualitäten und Faustkämpfe ein Publikumsliebling, nahm jedoch durch seine Härteeinlagen auch unnötige Zeitstrafen. 2012 war er in den Play-offs der Spieler mit den meisten Strafminuten der Liga. 2013 hatte er mit 8 Punkten in 13 Play-off-Einsätzen, gewichtigen Anteil am 30. Meistertitel der Klagenfurter.
Die gesamte Saison 2015/16 war Siklenka wegen „interner Diskrepanzen“ aus dem Kader ausgeschlossen, lehnte jedoch vom KAC vorgelegte Ausstiegsoptionen ab und musste so bei vollen Bezügen die Saison absitzen. Um keinen Vertragsbruch zu riskieren, musste er zwar in Klagenfurt bleiben, durfte aber weder an Trainings noch an Teambesprechungen teilnehmen. Für den KAC kam er auf insgesamt 301 Einsätze mit 73 Toren und 124 Assists, also 197 Scorerpunkten. Nebenbei erhielt er 960 Strafminuten, was der Dauer von 48 Spieldritteln entspricht.

## Erfolge und Auszeichnungen
- 2005 Österreichischer Vizemeister mit dem EC KAC
- 2005 Beste Plus/Minus-Bilanz der EBEL
- 2006 Meiste Punkte eines Verteidigers der EBEL
- 2008 Spengler-Cup-Gewinn mit dem Team Canada
- 2009 Österreichischer Vizemeister mit dem EC Red Bull Salzburg
- 2010 IIHF-Continental-Cup-Gewinn mit dem EC Red Bull Salzburg
- 2010 Österreichischer Meister mit dem EC Red Bull Salzburg
- 2010 Meiste Punkte eines Verteidigers in den Play-offs der EBEL
- 2013 Österreichischer Meister mit dem EC KAC

## Statistik
(Stand: Ende der Saison 2008/09)